# Death industrial
Death Industrial vychází ze stejných zvukových zdrojů jako power electronics, avšak hlubších a atmosféričtějších. Často, na rozdíl od power electronics, obsahuje i více plynoucí rytmus.

## Umělci
- Atrax Morgue
- Azoikum
- Brighter Death Now
- Con-Dom
- Einleitungszeit
- Hieronymus Bosch
- Mz.412
- Rasthof Dachau
- Stratvm Terror

## Labely
- AgitProp
- Cold Meat Industry
- Steinklang Industries